# Wilhelm Bauer (U-Boot)
Das U-Boot Wilhelm Bauer (ehemals U 2540) liegt als Museumsboot in Trägerschaft des Vereines Technikmuseum U-Boot Wilhelm Bauer im Alten Hafen in Bremerhaven, an dem auch das Deutsche Schifffahrtsmuseum angesiedelt ist. Es handelte sich ursprünglich um ein Boot des Typs XXI aus dem Zweiten Weltkrieg.

## Geschichte

### Zweiter Weltkrieg
Der Bau von U 2540 auf der Werft von Blohm & Voss in Hamburg begann am 29. Oktober 1944. Stapellauf war am 13. Januar 1945. Mit der Indienststellung am 24. Februar 1945 wurde das Boot Teil der 31. U-Flottille.
Im April 1945 ging das Boot zur Frontausbildung nach Rønne auf Bornholm. Nachdem der Schulbetrieb wegen Treibstoffmangels eingestellt worden war, wurde U 2540 nach Swinemünde verlegt. Von dort ging es am 30. April 1945 zurück nach Westen.
Für den 3. Mai 1945 war die Selbstversenkung von U 2540 geplant. Nachdem einige Besatzungsmitglieder an Bord des Hilfszielschiffs Bolkoburg übergesetzt hatten, erfolgte ein alliierter Luftangriff auf die deutsche Schiffsansammlung. Dabei kamen acht Besatzungsmitglieder außerhalb von U 2540 ums Leben, während das Boot die Luftangriffe fast gänzlich unbeschädigt überstand.
Am 4. Mai 1945 führte der Weg von U 2540 über Rødbyhavn (Dänemark) nach Kiel und schließlich Flensburg. In der Flensburger Förde wurde U 2540 kurz nach 10 Uhr in der Nähe des Feuerschiffes von der Besatzung auf den Grund der Förde versenkt.
| Dienstgrad   | Name            | von               | bis                            |
| ------------ | --------------- | ----------------- | ------------------------------ |
| Oberleutnant | Zipfel          | Spätsommer 1944   | 20. Dezember 1944              |
| Oberleutnant | Rudolf Schultze | 21. Dezember 1944 | 4. Mai 1945 (Selbstversenkung) |

### Nachkriegsgeschichte

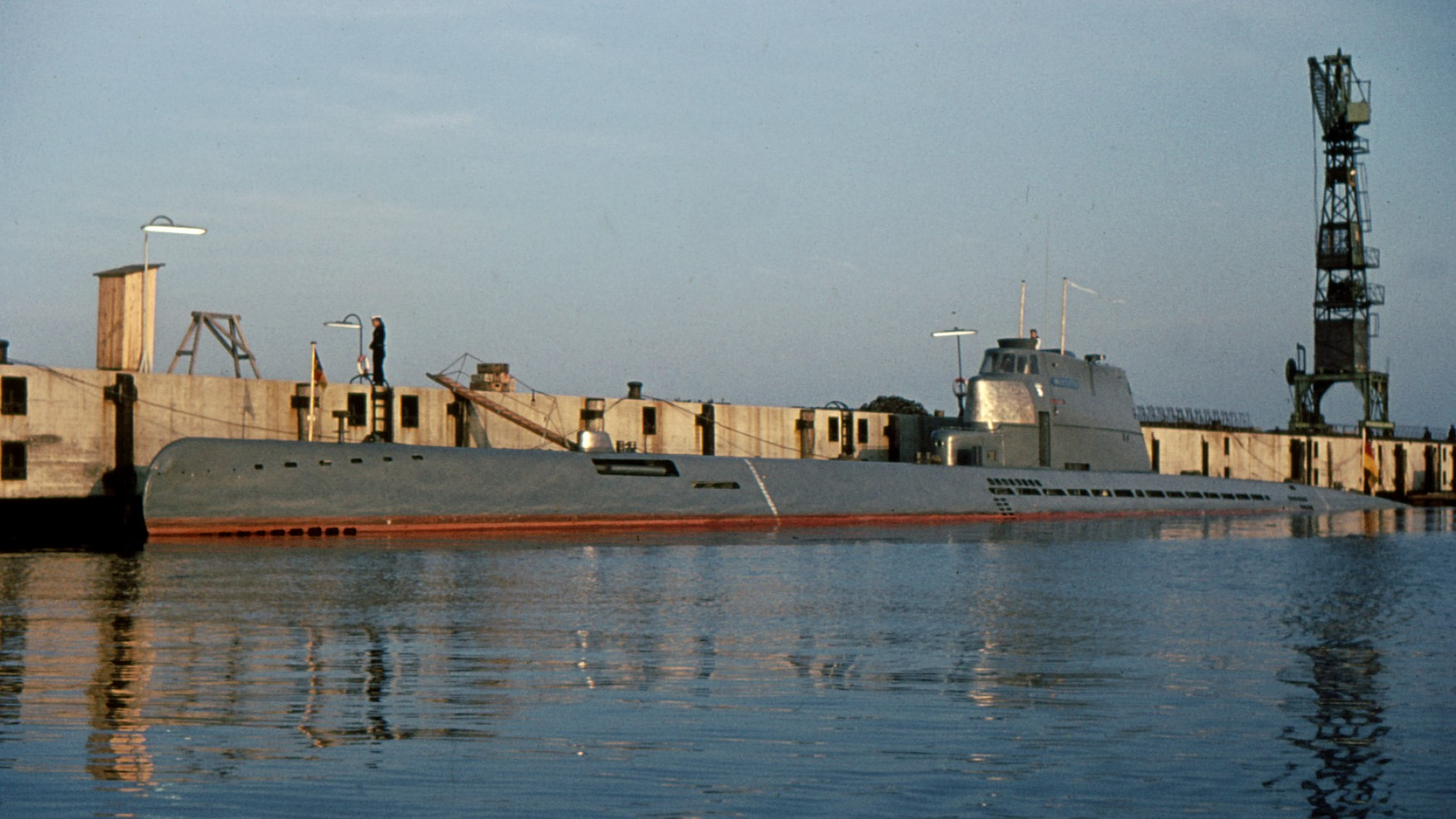
Wilhelm Bauer im Marinestützpunkt Eckernförde (1963)

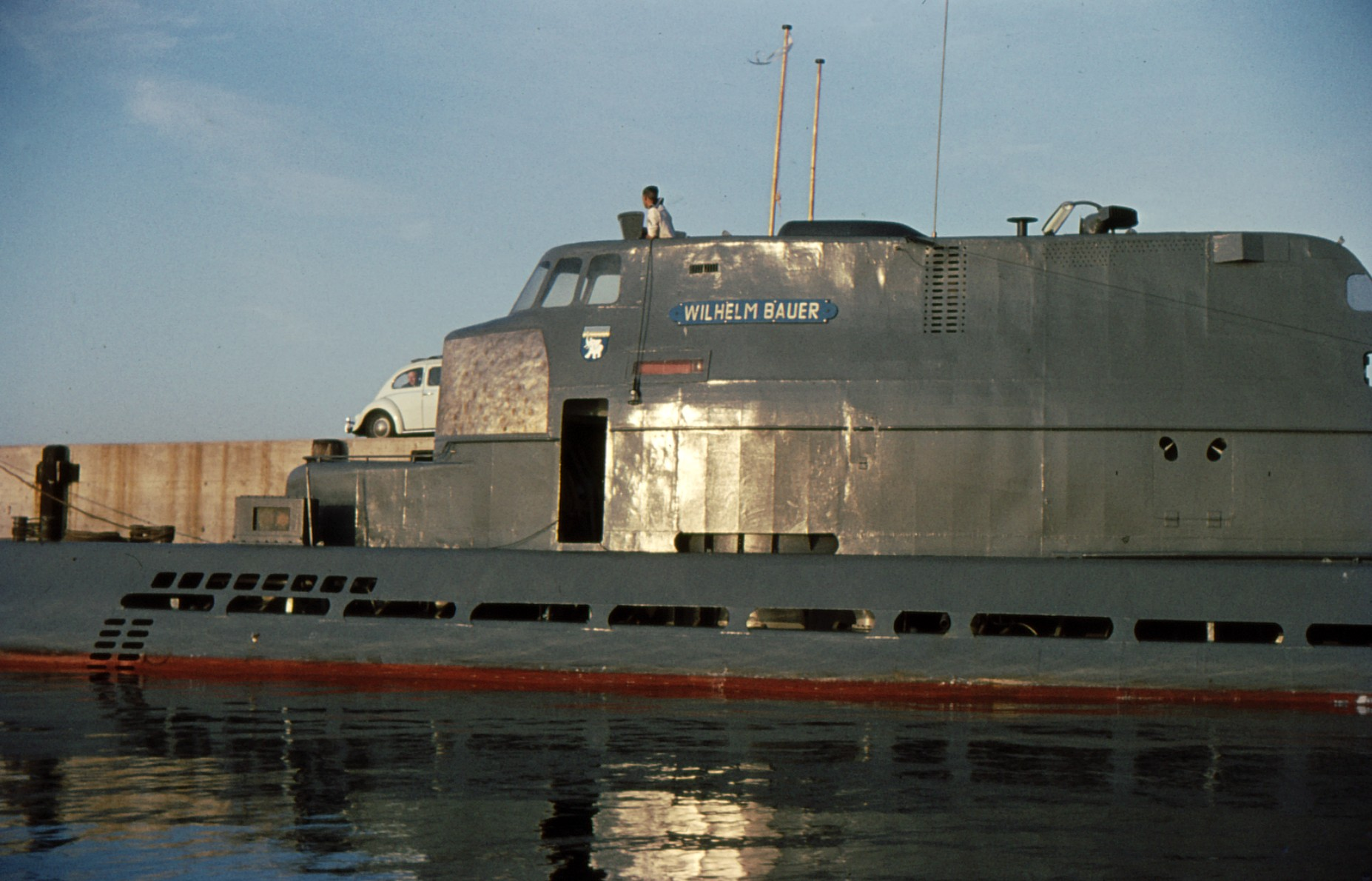
Verglaste Turmverkleidung von Wilhelm Bauer (1963)

Im Juni 1957 wurde U 2540 durch die Hamburger Bergungsreederei Bugsier gehoben, schwimmfähig gemacht und zu den Kieler Howaldtswerken, heute HDW, geschleppt. Dort wurde das Boot, das zwischenzeitlich auf den Namen Wal getauft worden war, ab November 1958 als Versuchsboot für die neue Bundesmarine instand gesetzt. Es erhielt die doppelte dieselelektrische Antriebsanlage der geplanten, mit nur einer Antriebswelle ausgestatteten, Klasse 201. Die neuen Dieselmotoren erwiesen sich rasch als untauglich, da sie mehrere Stunden Vorwärmzeit benötigten, bis ein Einsatz möglich war. Dazu wurde die Turmverkleidung umgebaut.
Am 1. September 1960 wurde das Boot von der Bundesmarine übernommen und nach dem deutschen U-Boot-Erfinder Wilhelm Bauer benannt. Als Erprobungsboot (Klasse 241) diente es bis zum 28. August 1968.
Mit ziviler Besatzung wurde die Wilhelm Bauer am 20. Mai 1970 erneut in Dienst gestellt und diente dem Bundesamt für Wehrtechnik und Beschaffung zur Erprobung technischer Neuerungen der Klasse 206. Dafür wurde die Turmverkleidung gegenüber dem Nachkriegszustand mit militärischer Besatzung u. a. zur Aufnahme des Seeelefant-Schnorchels und der WSU-Sonaranlage nochmals modifiziert. Nach einer Unterwasserkollision mit dem Zerstörer 3 der Fletcher-Klasse am 6. Mai 1980 wurde die Wilhelm Bauer am 18. November 1980 in Eckernförde verabschiedet und am 15. März 1982 endgültig außer Dienst gestellt.
| Dienstgrad       | Name                | von               | bis                |
| ---------------- | ------------------- | ----------------- | ------------------ |
| Kapitänleutnant  | Voß                 | 1. September 1960 | 30. Juni 1961      |
| Korvettenkapitän | Wiechering          | 1. Juli 1961      | 31. März 1962      |
| Korvettenkapitän | Kowalik             | 1. April 1962     | 30. September 1963 |
| Korvettenkapitän | Herbert Waldschmidt | 1. Oktober 1963   | 30. September 1967 |
| Kapitänleutnant  | E.-D. Jung          | 1. Oktober 1967   | 26. April 1968     |
| Kapitän (zivil)  | Braun               | 20. Mai 1970      | 18. November 1980  |

### Herrichtung als Museumsboot
Das Verteidigungsministerium schrieb U 2540 über die VEBEG zum Verkauf aus. Das Boot wurde 1983 vom Kuratorium zur Förderung des Deutschen Schiffahrtsmuseums e. V. übernommen und nach der Überführung ab August 1983 von der Seebeck-Werft für die Nutzung als Museum hergerichtet.
Am 27. April 1984 wurde die Wilhelm Bauer, inzwischen in Trägerschaft des Vereines Technikmuseum Wilhelm Bauer, als Museum eröffnet. Seitdem konnte der ursprüngliche Zustand als U 2540 weitgehend rekonstruiert werden. Zur Saison 2011 wurde die Ausstellung im Eingangsbereich des U-Bootes komplett überarbeitet. Die Besucher betreten das Boot über eine Tür, die aus der Bordwand geschnitten wurde, und verlassen es durch eine zweite Tür.
Gut zu erkennen sind die einklappbaren vorderen Tiefenruder. Die ursprüngliche Wasserlinie lag auf Höhe des Übergangs vom hell- zum dunkelgrauen Anstrich. Durch den Ausbau der Akkumulatoren ragt das Boot nun viel höher aus dem Wasser. Der Turm hat wieder weitgehend seine ursprüngliche Form erhalten. Die Turmverkleidung ist allerdings eine Attrappe. Die Bewaffnung mit zwei 30-mm-Fla-Zwillingslafetten ist nur angedeutet. Während des Dienstes in der Bundesmarine hatte der Turm eine verglaste Brücke.
Im Winter 2020/21 stand ein mehrmonatiger Werftaufenthalt für Rekonstruktions- und Pflegearbeiten an. Wegen der weltweiten Nachfrage von Filmcrews wurde u. a. der Turm wieder so hergestellt, wie er bei der Indienststellung 1945 ausgesehen hat. Die Kosten beliefen sich auf rund 600.000 Euro.

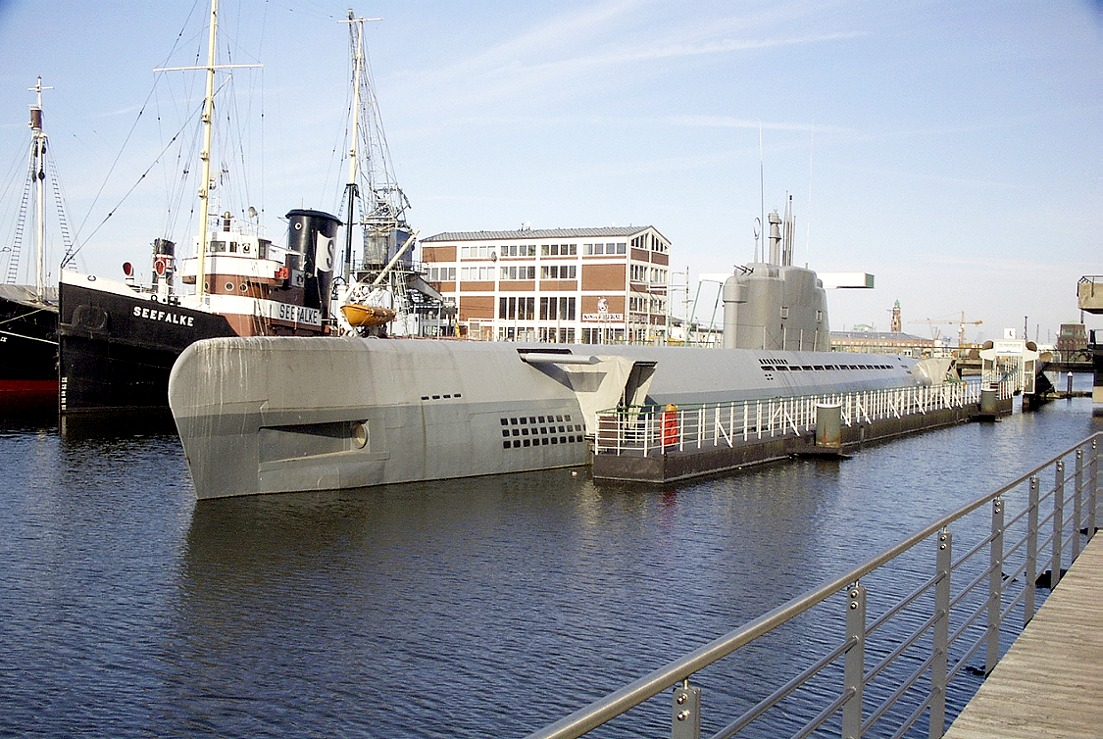
U 2540 als Museumsboot in Bremerhaven (2002)
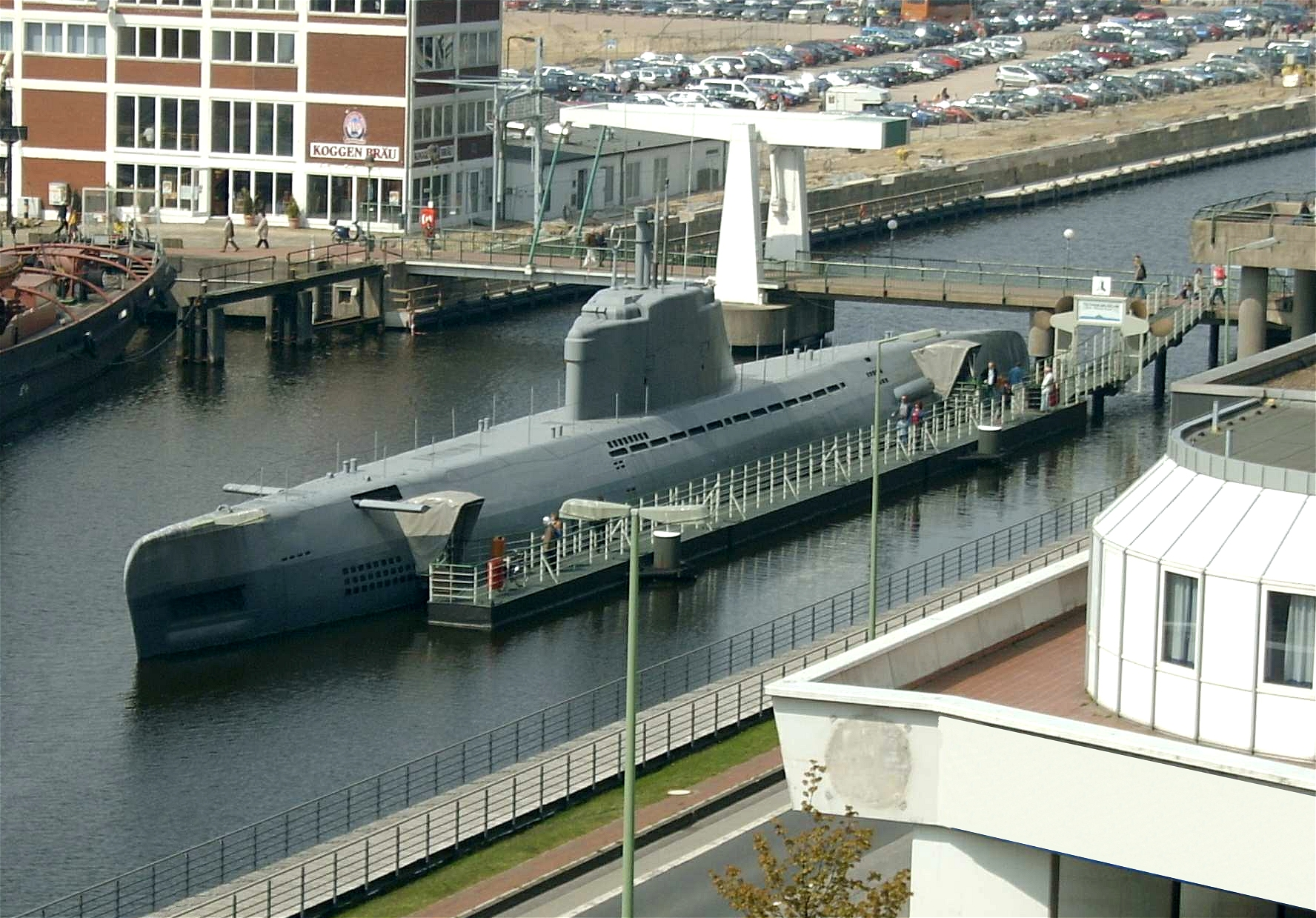
U 2540 als Museumsboot in Bremerhaven (2004)
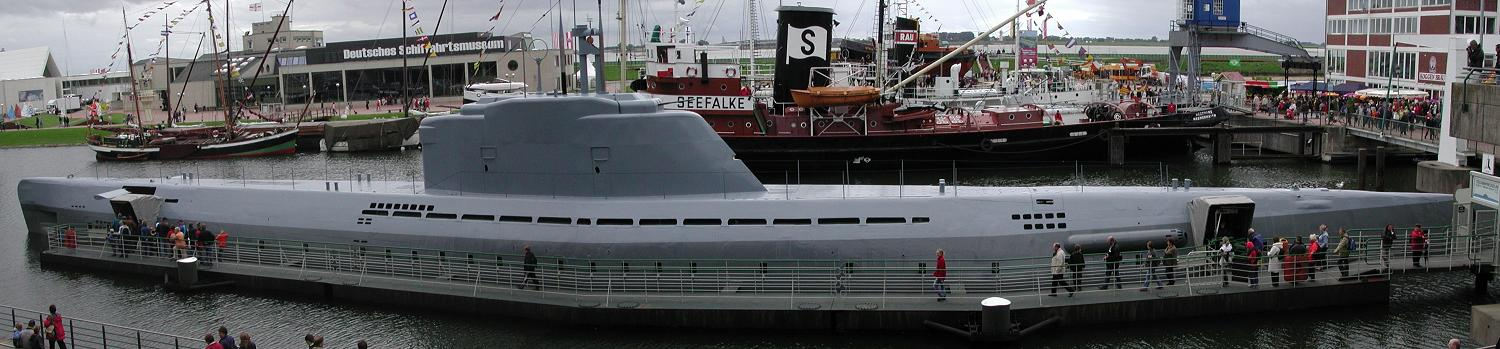
U 2540 als Museumsboot, Panoramabild (2005)
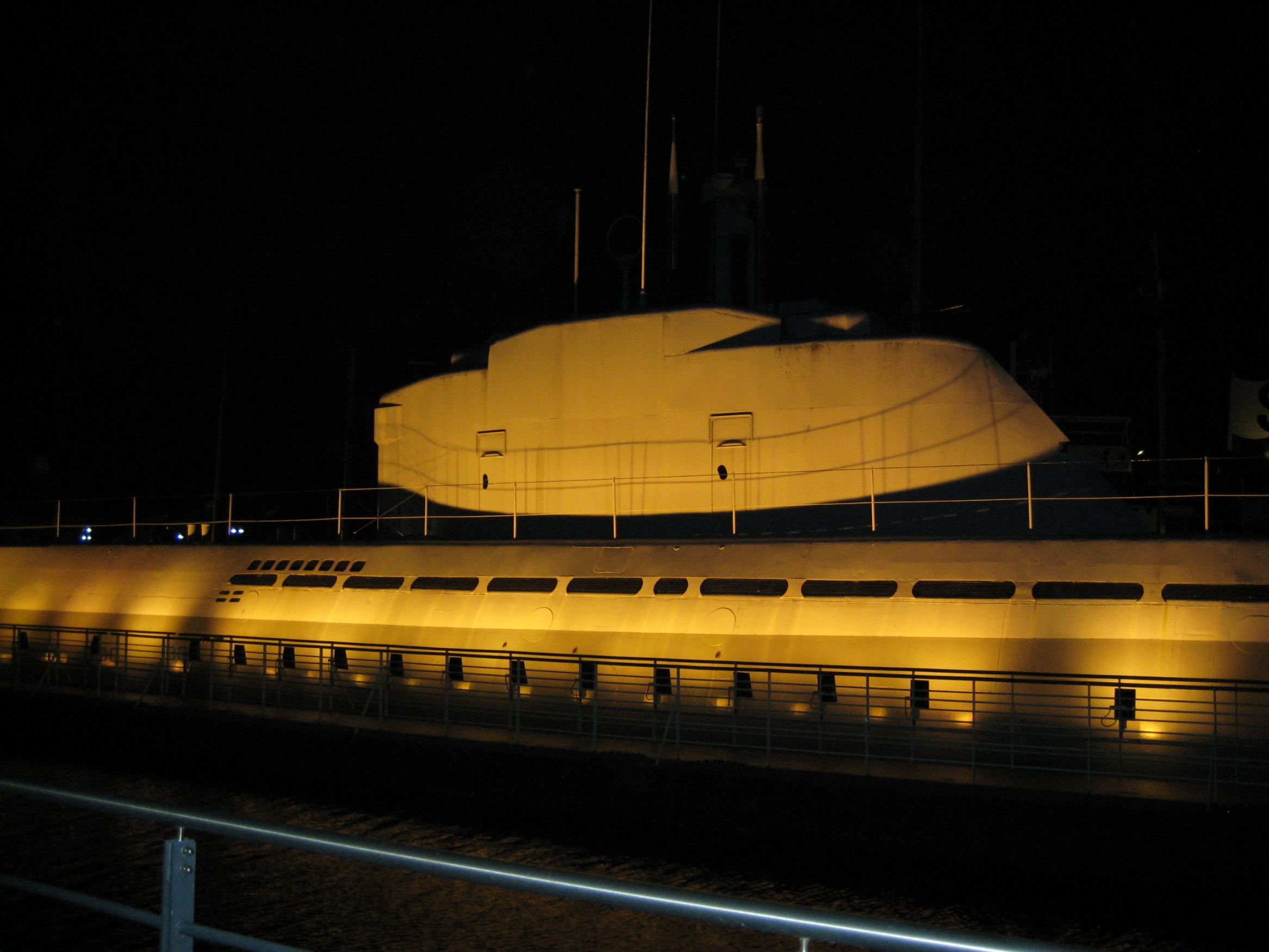
Wilhelm Bauer bei Nacht in Bremerhaven (2008)
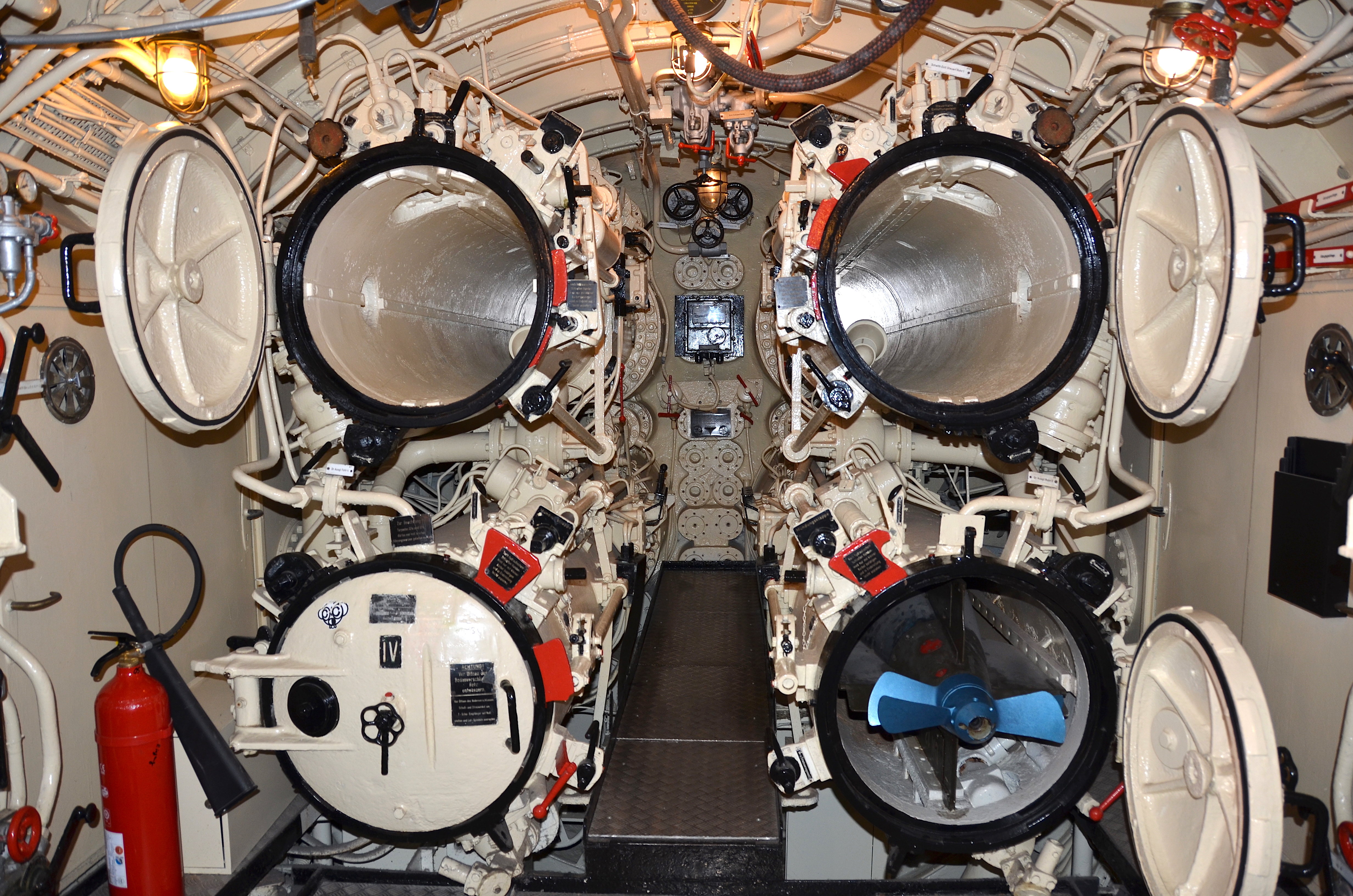
Die vier Bugtorpedorohre der Klasse 241
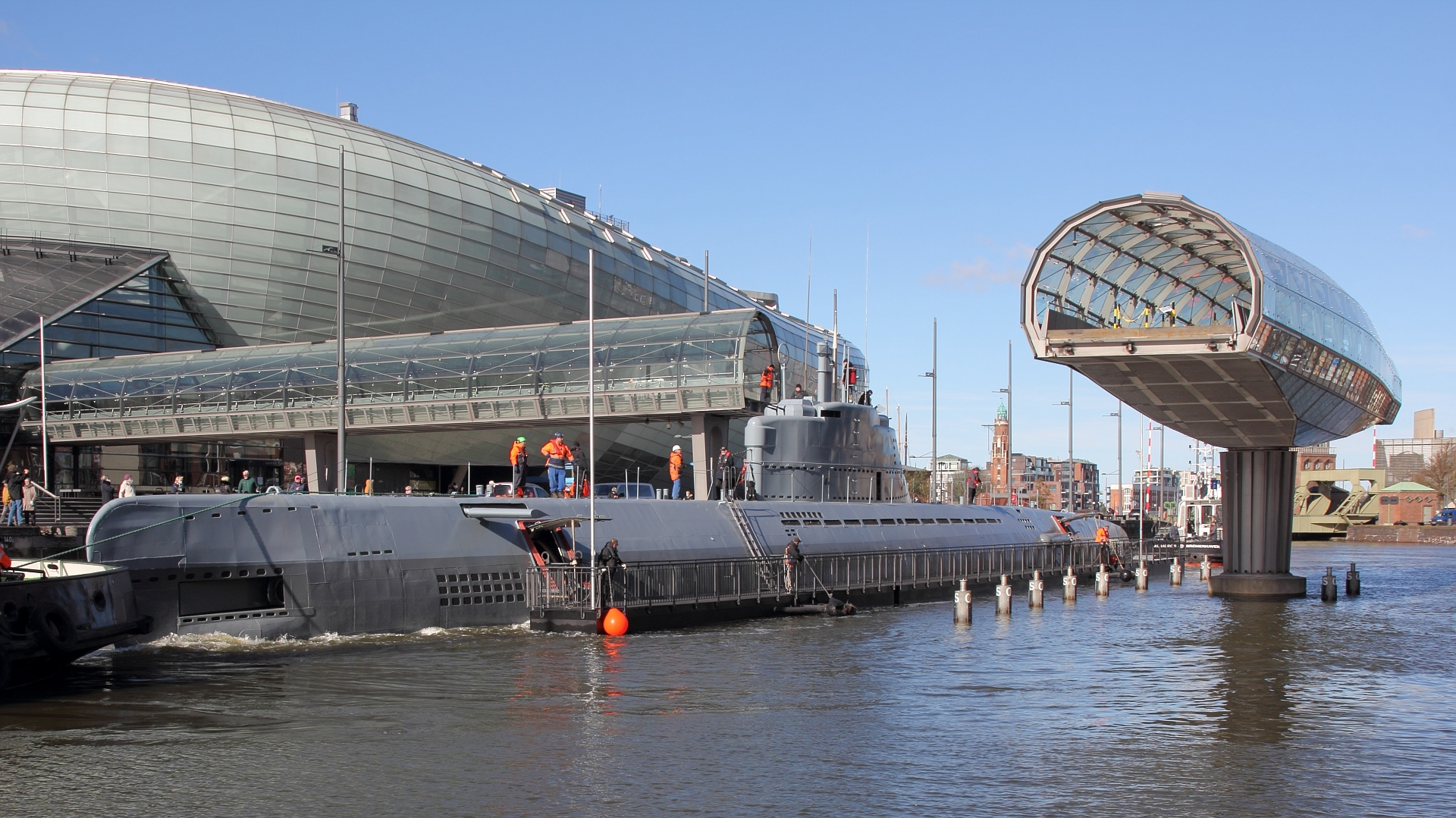
U 2540 Wilhelm Bauer bei der Verholung nach Werftaufenthalt unter der Gläsernen Drehbrücke im Alten Hafen (2021)